# Call Me What You Like
Call Me What You Like é uma canção da banda britânica de rock Keane, lançado como seu primeiro single no início de 2000. Com um limite de 500 cópias, o disco, hoje, um álbum raro da banda foi mixado e lançado pela Zoomorphic, etiqueta própria da banda criada para promover a sua música quando eles não tinham um contrato com a Island Records. Posteriormente, o álbum era vendido em bares durante shows no início da banda. Este foi um dos dois últimos singles que Dominic Scott, ex-integrante da banda, participou como guitarrista.
A faixa-título e b-side "Closer Now" são duas das poucas canções creditadas ao vocalista Tom Chaplin que apareceu em versões oficiais.
A regravação do single foi incluído como um b-side em seu segundo álbum single, "Wolf at the Door" de 2001. Todas as três faixas aparecem em Hopes and Fears Deluxe Edition, lançada em 2009.

## Lista de faixas

### CD Single
1. "Call Me What You Like"[1]
2. "Rubbernecking"
3. "Closer Now"

"Rubbernecking", remixado em 2001 por Tim Rice-Oxley e Tom Walker de Universal Constructors, é uma peça eletrônica pouco relacionada com repertório habitual de Keane, com graves profundos e sintetizadores pesados.
Por outro lado, "Closer Now" expressa uma atmosfera mais leve. Annie Lennox gravou uma versão cover da música em 2009 para seu álbum The Annie Lennox Collection. Lennox renomeou a canção para "Pattern of My Life", que refere-se a letra da canção.
Pelo menos uma versão demo também existe na web, com um ritmo mais profundo, ligeiro, com timbres de vozes diferentes, mas ainda com as mesmas letras.

Todas as faixas escritas e compostas por Keane. 
| N.º            | Título                  | Producer(s)    | Duração |  |
| 1.             | "Call Me What You Like" | Keane          | 5:19    |  |
| 2.             | "Rubbernecking"         | Keane          | 6:01    |  |
| 3.             | "Closer Now"            | Keane          | 4:57    |  |
| Duração total: | Duração total:          | Duração total: | 16:17   |  |